# بول كوبر
بول كوبر (بالإنجليزية: Paul Cooper)‏ (21 ديسمبر 1953 المملكة المتحدة - ) هو لاعب كرة قدم بريطاني يلعب كحارس مرمى.